# Chorizococcus californicus
Chorizococcus californicus är en insektsart som beskrevs av Mckenzie 1964. Chorizococcus californicus ingår i släktet Chorizococcus och familjen ullsköldlöss. Inga underarter finns listade i Catalogue of Life.